# Fusil Johnson M1941
El Johnson M1941 fue un fusil semiautomático estadounidense accionado por retroceso corto y diseñado por Melvin Johnson antes de la Segunda Guerra Mundial. Este fusil compitió infructuosamente con el M1 Garand.

## Diseño

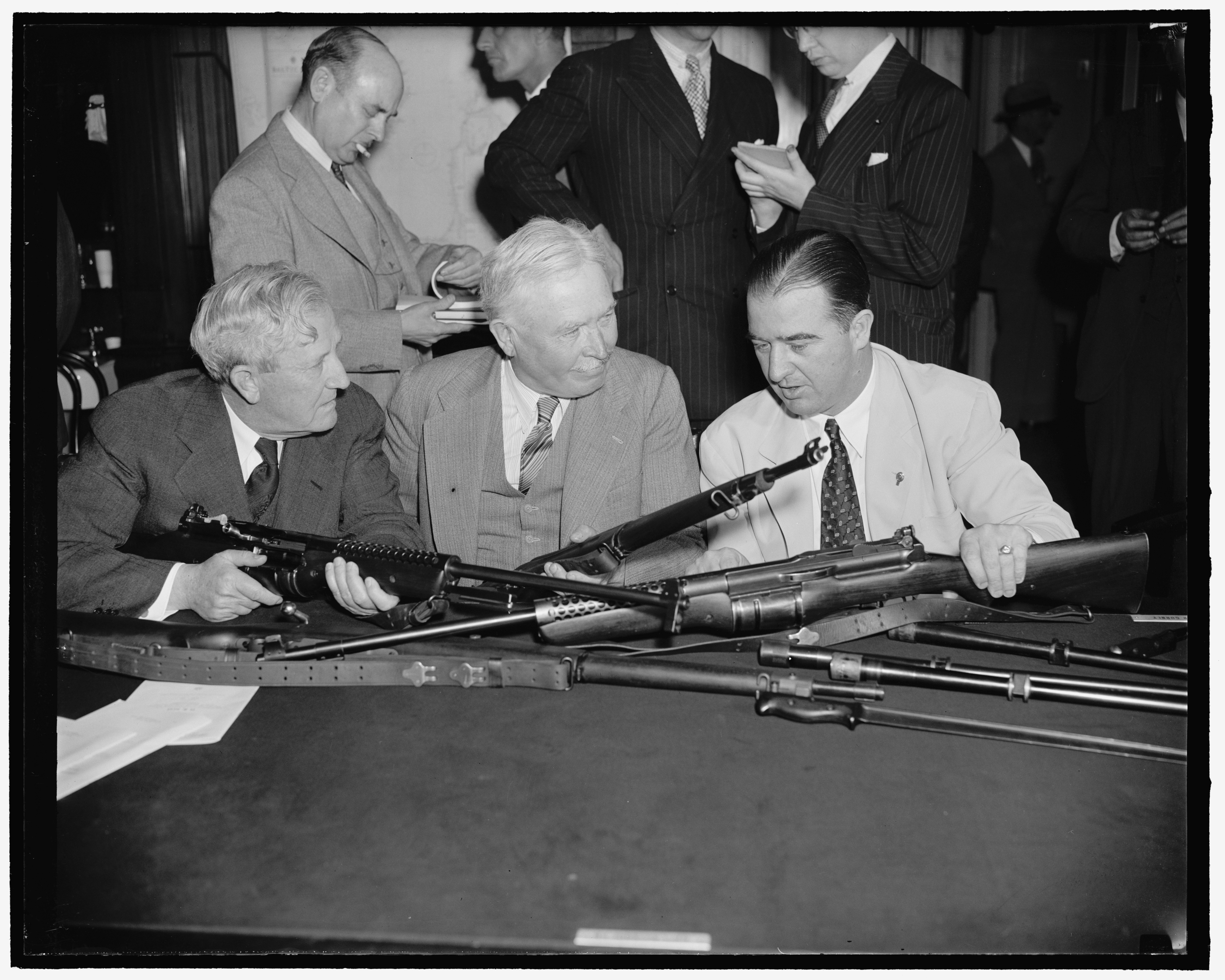
El Senador Morris Sheppard (a la izquierda), el Jefe del Comité de Asuntos Militares del Senado, May. Gen. George A. Lynch, Jefe de Infantería de los Estados Unidos, y el Senator por Kentucky A.B. Chandler, inspeccionan el fusil semiautomatico M1941, que competía para reemplazar al M1 Garand accionado por gas como el fusil estándar del Ejército.

El fusil Johnson M1941 utilizaba la energía del retroceso para su recarga. Mientras que la bala y los gases de la combustión de la carga propulsora se movían en el ánima del cañón, impartían una fuerza sobre el cabezal del cerrojo que estaba bloqueando la recámara. El cañón, junto con el cerrojo, retrocedían una corta distancia hasta que la bala hubiese salido del cañón y la presión dentro del ánima bajase a niveles seguros. Entonces el cañón se detenía contra un resalte, permitiendo que el portacerrojo continue retrocediendo bajo el momento impartido por la etapa inicial de retroceso. El cerrojo rotativo, que tenía 8 tetones de acerrojado, se mantenía cerrando la recámara. Siguiendo unos entalles, giraba y se desacerrojaba para continuar el ciclo operativo. Una desventaja de este diseño era su impacto al utilizar una bayoneta, ya que los complejos movimientos del cañón estarían sujetos a una tensión inaceptable al atravesar a un enemigo con ésta. El fusil Johnson utilizaba un singular depósito interno fijo rotativo de 10 cartuchos, que separaba a la culata del guardamanos y utilizaba los mismos peines de 5 cartuchos del fusil de cerrojo Springfield M1903, que no podían emplearse en el Garand. Además, el fusil Johnson no producía el característico sonido del Garand al eyectar su peine en bloque vacío.
Este sistema tenía ciertas ventajas sobre el M1 Garand, incluyendo un retroceso menos perceptible y un depósito de mayor capacidad. Desafortunadamente, el mecanismo de retroceso del cañón de Johnson resultó en una excesiva dispersión vertical de los disparos que nunca fue completamente resuelta durante su producción, además de ser proclive a fallar cuando se acoplaba una bayoneta al cañón móvil. El Johnson M1941 también tenía varias piezas pequeñas que se perdían fácilmente durante el desarmado de campaña. En parte debido a la falta de desarrollo, el Johnson M1941 era menos resistente y fiable que el M1 Garand, aunque esto era variable y no era una opinión generalizada entre aquellos soldados que habían utilizado ambos fusiles en combate.[cita requerida]

## Historia
Melvin Johnson llevó a cabo una intensa campaña para que el Ejército de los Estados Unidos y otras ramas de las Fuerzas Armadas adopten su fusil. Sin embargo, después de unas pruebas limitadas, el Ejército estadounidense rechazó el fusil de Johnson a favor del M1 Garand desarrollado por el Springfield Armory. El Johnson M1941 fue ordenado por los Países Bajos para equipar al KNIL en las Indias Orientales Neerlandesas, pero solamente unos cuantos fusiles fueron enviados a las Indias Orientales Neerlandesas antes de la invasión japonesa. En aquel entonces, el Cuerpo de Marines de los Estados Unidos necesitaba un moderno fusil de disparo rápido y compró algunos fusiles del lote destinado a las Indias Orientales Neerlandesas para suministrarlos a sus batallones de Paramarines, que se estaban preparando para su despliegue en el Frente del Pacífico. Según todos los registros, el Johnson M1941 se desempeñó aceptablemente en combate con los Marines en los primeros días de lucha en el Pacífico.[cita requerida]
El fusil con número de serie A0009 fue suministado al Capitán USMC Robert Dunlap de Monmouth, Illinois, llevándolo al combate en la Batalla de Iwo Jima, desde el 19 de febrero de 1945. Al Capitán Dunlap se le otorgó la Medalla de Honor por sus acciones en aquella batalla, por lo que él conservó y expuso el fusil hasta su fallecimiento en 2000. Él alababa al fusil y aseguraba que le había salvado su vida y las vidas de otros.[cita requerida]
A pesar de las repetidas solicitudes del Cuerpo de Marines para adoptar el fusil, al Johnson M1941 también le faltaba el apoyo del US Army Ordnance, que ya había invertido considerables sumas de dinero en el desarrollo del M1 y su sistema de recarga accionada por gas revisado, que entró en producción. Johnson tuvo éxito en vender pequeñas cantidades de su Ametralladora ligera Johnson M1941 a las Fuerzas Armadas estadounidenses, por lo que esta arma fue empleada posteriormente tanto por los Paramarines como por la Primera Fuerza de Servicio Especial del Ejército. Adicionalmente, en abril de 1944, el Departamento de Guerra de los Estados Unidos prestó a las fuerzas de la Francia Libre aproximadamente 10.500 fusiles y 1.500 ametralladoras ligeras Johnson; estas armas provenían de los lotes de los contratos holandeses, que habían sido confiscados por el gobierno estadounidense en 1942. Los franceses los aceptaron y los suministraron a sus "tropas soberanas" (unidades compuestas principalmente por europeos).
A fines de 1946, Argentina se mostró interesada en las armas de Johnson y este fabricó un prototipo, la carabina M1947, una variante semiautomática de la ametralladora ligera, con el depósito interno fijo rotativo de 10 cartuchos del fusil. Aunque los detalles específicos son escasos, por lo visto no se parecía mucho a la ametralladora ligera Johnson M1941 pero compartía algunas de sus características. Parece que Argentina declinó comprarla y la carabina M1947 nunca entró en producción. En cualquier caso, los años de posguerra no fueron prósperos para la empresa de Johnson. Ésta se declaró en bancarrota y fue liquidada a inicios de 1949.
Un ejemplo notable es el fusil FMA VF-1, fabricado en Argentina.
El fusil Johnson M1941 también fue empleado en la Invasión de Bahía de Cochinos de 1961 por la Brigada de Asalto 2506 anticastrista.
Debido a que fue producido en cantidades relativamente pequeñas, el Johnson M1941 se ha vuelto un arma de colección muy buscada por coleccionistas especializados en armas de la Segunda Guerra Mundial.[cita requerida]
Melvin Johnson continuó desarrollando armas ligeras. En 1955, se le solicitó que apoye a la Fairchild/ArmaLite en promover (sin éxito) el fusil AR-10 de Eugene Stoner ante el Departamento de Defensa de los Estados Unidos, luego con ArmaLite y Colt's Manufacturing Company como abogado del AR-15. El AR-15 utilizaba un cerrojo de diseño similar al del Johnson M1941. Uno de sus últimos emprendimientos de posguerra fue promover una versión de la Carabina M1 calbre 5,7 mm, llamada "Spitfire".

## Usuarios
- Estados Unidos: Cuerpo de Marines de los Estados Unidos (en forma limitada).[9]
- Chile[9]
- Cuba[10][11]
- Mancomunidad de Filipinas[cita requerida]
- Francia[6]
- Países Bajos[9]
  -  Indias Orientales Neerlandesas[9]
- Reino Unido[cita requerida]